# چاه نقش رستم
چاه آب نقش رستم در پای کوه محوطهٔ نقش رستم و در حدود ۱۵ متری شمال‌شرقی سنگ‌نگاره بهرام دوم و درباریان قرار دارد و برای نخستین بار، اشمیت آن را تشخیص داد. این گودی شکل یک پنج ضلعی نامنظم را دارد و ظاهراً آن را برای جمع شدن آب کنده‌اند. ضلع بزرگ این گودی ۷٫۲۰ متر و دیگر ضلع‌ها ۵٫۵۰ متر درازی دارند و تراش آن‌ها با دقت و ظرافت تمام انجام پذیرفته‌است. می‌توان پذیرفت که هدف از کندن این چاه، تهیهٔ آب آشامیدنی به‌هنگام تنگی و خشکسالی بوده‌است و به اصطلاح یک مخزن احتیاطی به‌شمار می‌رفته‌است.